# Famille Dubrovin
 (novembre 2023).
Si vous disposez d'ouvrages ou d'articles de référence ou si vous connaissez des sites web de qualité traitant du thème abordé ici, merci de compléter l'article en donnant les références utiles à sa vérifiabilité et en les liant à la section « Notes et références ».
La Famille Dubrovin est une famille dont le nom est resté célèbre en Israël. Constituée d'agriculteurs russes subbotniks convertis au judaïsme, elle émigre en terre d'Israël au début du XXe siècle. En 1909, ses membres fondent une ferme agricole, transformée depuis en musée de l'implantation dans la vallée de la Houla. La ferme Dubrovin est construite au cœur des monts de Nephtali, du Golan et du Hermon et au Nord de Yessod Haméala.

## Histoire
La famille Dubrovin est d'origine russe, convertie au judaïsme et qui rejoint les pionniers de Yessod Haméala, dans la Haute Galilée. Les Dubrovin sont en Russie de gros propriétaires terriens, mais le père de famille, Yoav, se rapprochant progressivement de la religion d'Israël, décide de réaliser son rêve, et en 1906, il émigre avec sa famille en Terre d'Israël et s'installe à Beït-Gan, en Basse Galilée. À cette époque, Haïm Margaliot-Kalvarisky écrit à leur sujet : « Lorsque j'ai vu la famille Dubrovin au travail, avec le père, Yoav, âgé de 64 ans, homme robuste et travaillant la terre comme s'il avait 25 ans, avec ses quatre fils, imposants comme des chênes et ardus au travail, me vint l'idée de les inviter à venir s'installer à Yessod-Haméala ».
Le fils aîné, Yitzhak s'installe le premier à Yessod-Haméala, et en 1909, le reste de la famille (12 membres) le suit.
Yoav achète alors 650 dounam de terres à proximité de Yessod-Haméala, baptisés depuis lors « marécages Dubrovin » et sur lesquels il construit sa propriété comprenant des maisons d'habitation, une cuisine, des logements destinés aux ouvriers, quelques hangars, une écurie, une étable et un grenier. La ferme est construite en pierre calcaire, surmontée de tuiles rouges importées de Marseille, et dans sa cour centrale est creusé le puits, profond de 5m.
La demeure familiale est composée de quatre chambres ornées de fenêtres extérieures.
Au terme de l'aménagement des lieux, Yoav part en Russie et en revient avec du matériel agricole approprié. En 1922, la famille Dubrovin reçoit le premier prix du concours agricole organisé à Rosh Pina, pour l'élevage du bétail. Les Dubrovin sont alors connus dans la région pour la force de caractère dont ils font preuve ; les Arabes voisins hésitent d'ailleurs plus d'une fois à attaquer la propriété. Les Dubrovin parlent russe entre eux, et Yoav laisse dans ses mémoires : « J'ai une consolation dans ce monde, celle de voir les plus jeunes parmi les miens ou ceux nés ici s'exprimer en hébreu. ». C'est alors que la malaria met un terme à la croissance des Dubrovin, du fait de leur proximité avec le lac de la Houla. Le père, âgé alors de 93 ans témoigne : « Mes fils, ne pleurez pas sur les morts. On ne peut deviner les intentions de Dieu, béni soit-Il. Quant au matériel, ne savez-vous point que je suis justement venu en Terre d'Israël, non dans l'intention d'y faire fortune. Les temps durs ont une fin, et rappelez vous que, même durant les souffrances les plus dures que nous ayons connues, pas un parmi vous n'a même pensé à quitter la Terre d'Israël. Mes fils, je sais que vous m'êtes fidèles, que vous vivrez encore de longs jours et que vous serez les témoins du fruit de votre labeur et de l'aide de Dieu, béni soit-Il. ». Après la perte de plusieurs de ses membres et sur ordre des médecins, la famille Dubrovin quitte la ferme pour Rosh Pina. La famille alors se sépare. Les filles se marient et s'installent dans différentes région du pays. Yoav Dubrovin meurt à l'âge de 104 ans.
Le fils aîné Yitzhak reste quant à lui sur les lieux et continue à s'occuper des terres. Il y restera jusqu'en 1968, lorsque âgé, il fait don de la propriété au Fonds national juif (KKL).
Les bâtiments actuels ont été restaurés par le KKL, qui en a fait un musée en 1982. On y projette un film récapitulatif de l'implantation dans la région.
Y sont cultivés aujourd'hui oliviers, figues, fraises, prunes, grenades, cédrats, jasmin, roses et acacias. Le musée abrite de nombreux documents historiques.